# Conseil de transition du Sud
Le Conseil de transition du Sud (en arabe : المجلس الانتقالي الجنوبي) est une institution exécutive transitoire collégiale, non reconnue par la communauté internationale et établie le 11 mai 2017, lors de la guerre civile yéménite, par Aïdarous al-Zoubaïdi, et Hani ben Brik.
Il est particulièrement lié aux Émirats arabes unis.

## Historique

Assemblée nationale sudiste.

### Contexte
Bien qu'unifié depuis 1990 avec le Yémen du Nord pour former un seul État, le Yémen du Sud — seul État arabe ayant opté pour un régime de démocratie populaire et communiste — avait du mal à suivre cette union[pas clair], d'autant plus que sa société avait de sérieuses différences avec celle du Nord[Lesquelles ?][évasif], et plus généralement, avec le reste de la péninsule arabe. [réf. nécessaire]
Le Yémen du Sud était un ancien protectorat britannique (le protectorat d'Aden), et Aden, une colonie britannique (la colonie d'Aden). Par le biais du port d'Aden, le sud du Yémen va être longtemps au contact des idées occidentales, et même du reste du monde. Du reste, le port d'Aden était une ville cosmopolite, avec de nombreux Indiens, Européens, Américains, Africains et Chinois. L'islam pratiqué au Sud-Yémen était beaucoup plus libéral et tolérant que celui du reste de la péninsule Arabique. Les musulmans du sud du Yémen sont plutôt tolérants, ouverts sur le monde, et rejettent l'islam politique. Ainsi, le fanatisme religieux y est plutôt rare, et les membres de l'État islamique présents au sud du Yémen, tout comme ceux d'AQPA, viennent soit d'autres régions du Yémen, ou sont généralement des étrangers. De plus, les idées communistes n'ont pas totalement disparu avec l'unification de 1990. Par rapport au nord du Yémen, le sud est aussi plus urbain, et en proportion, sa population est plus éduquée, et l'analphabétisme plus rare. L'un des héritages de l'époque communiste est aussi l'action syndicale : avant 2016, les grèves étaient fréquentes, ainsi que les rassemblements de contestations.[réf. nécessaire]

### Formation
Le 16 septembre 2016, Aïdarous al-Zoubaïdi propose la création d'un conseil politique des provinces du sud, qui serait allié à la coalition commandée par l'Arabie saoudite et par le gouvernement yéménite.
Le 27 avril 2017, le président Abdrabbo Mansour Hadi limoge le gouverneur d'Aden Aïdarous al-Zoubaïdi et le ministre d'État Hani ben Brik.
Le 4 mai 2017, des milliers de séparatistes sudistes manifestent à Aden.
Le 11 mai 2017, les deux dirigeants déchus proclament une autorité parallèle pour diriger le Yémen du Sud, le Conseil de transition,. Al-Zoubaïdi devient président du Conseil présidentiel, tandis que Hani ben Brik devient vice-président.
Le 30 juin 2017, Hadi limoge les gouverneurs de Socotra, Hadramaout et Chabwa, membres du Conseil.
Le 5 juillet 2017, le Conseil se réunit pour la première fois à Aden.
Le 10 juillet 2017, le Conseil reconnaît l'autorité de Hadi et promet de le remplacer s'il échoue à administrer le pays.
L'institution est soutenue par les Émirats arabes unis afin de contrer les Frères musulmans d'Al-Islah,. Le Conseil de coopération du Golfe condamne la formation du Conseil, tandis que la Ligue arabe se déclare « préoccupée ». Enfin, Hadi a condamné la formation de l'instance.
En octobre 2017, la création d'un parlement sudiste (assemblée nationale) de 303 membres est annoncée.
Le 11 octobre 2017, dix membres d'Al-Islah, qui ont été retrouvés chez eux avec des explosifs, sont arrêtés à Aden après un attentat ayant coûté la vie à un prédicateur pro-émirati.
Le 23 décembre 2017 a lieu la séance inaugurale de l'Assemblée nationale sudiste, au cours de laquelle Ahmed Saïd ben Brik est élu président et Anis Yossouf Ali Louqman vice-président de cette chambre parlementaire.

### Première prise du palais présidentiel en 2018
Le 21 janvier 2018, le Conseil de transition du Sud (CTS) adresse un ultimatum de sept jours au président Abdrabbo Mansour Hadi pour limoger le gouvernement d'Ahmed ben Dagher, qu'ils accusent de « corruption », et le remplacer par un gouvernement de technocrates, sans quoi il nommerait son propre gouvernement.
Le 28 janvier 2018, peu après l'expiration de l'ultimatum, les séparatistes prennent le contrôle du siège du gouvernement. Le 30 janvier, les forces fidèles au CTS contrôlent la quasi-totalité de la ville. En fin de journée, les combats cessent, après une médiation de la coalition. À l'issue de ces négociations, les séparatistes rendent trois bases militaires à l'armée, et lèvent le siège du palais présidentiel al-Maachiq.
Le 3 octobre 2018, le Conseil de transition du sud lance un appel au « soulèvement pacifique ».

### Deuxième prise du palais présidentiel en 2019
En août 2019, après une attaque de Houtis contre un défilé militaire du Cordon de sécurité, l'une des milices du CTS, formée par les Émirats arabes unis, des combats entre le Cordon de sécurité et les troupes gouvernementales éclatent. Après deux jours de combats contre les troupes gouvernementales fidèles au président Hadi, alliées à l'Arabie saoudite, le Cordon de sécurité prend le contrôle de trois casernes militaires et du palais présidentiel le 10 août. La prise est surtout symbolique, car le président Hadi n'y réside pas. Les combats ont fait au moins 40 morts et 260 blessés, dont de nombreux civils. Le lendemain, l'Arabie saoudite mène une frappe aérienne pour contraindre les séparatistes à se retirer d'une position conquise la veille. Elle menace de mener de nouvelles frappes aériennes si les combattants séparatistes ne se retirent pas, mais proposent aussi de servir de médiateur entre le Conseil de transition du Sud et le gouvernement yéménite pour mener des négociations. Le Conseil de transition du Sud accepte d'engager un cessez-le-feu, et assure dans un communiqué être prêt à accepter les négociations proposées par l'Arabie saoudite.
Le 20 août, dans la province d'Abyane, à l'est d'Aden, les séparatistes encerclent le QG des forces spéciales à Zinjibar et une caserne à al-Kaud en exigeant la reddition de soldats pro-Hadi,.
Le 28 août, les forces loyalistes entrent à Aden. Des combats ont lieu, mais rapidement les troupes gouvernementales s'emparent de l'aéroport et du palais présidentiel,,. À la fin de la journée, le gouvernement yéménite annonce alors avoir repris le contrôle total de la ville,. Mais le 29 août, après avoir rassemblé des renforts, les séparatistes sudistes contre-attaquent et reprennent en quelques heures la totalité d'Aden,. Les loyalistes se replient alors sur la province d'Abyane, poursuivis par les séparatistes qui ne s'arrêtent qu'à Zinjibar,. Aïdarous al-Zoubaïdi et Hani ben Brik apparaissent alors dans les rues d'Aden au milieu de leurs hommes,.
Le 5 novembre 2019, le CTS signe un accord de partage du pouvoir avec le gouvernement yéménite reconnu par l'ONU à Riyad.

### Proclamation de l'auto-administration
Le 26 avril 2020, le CTS proclame l'auto-administration des provinces du sud du pays à la suite du rejet du vice-président du CTS Hani ben Brik sur l'accord de Riyad lequel implique l'intégration du conseil dans le nouveau cabinet de 24 ministres.
Le 27 avril, la coalition rejette cette proclamation.
En 2020, CTS contrôle Aden et ses environs. Le 20 juin 2020, le CTS annonce prendre le contrôle de Socotra.
Le 29 juillet, le Premier ministre Saïd est chargé de former un nouveau gouvernement. Le jour même, le CTS renonce à l'autonomie. Le 26 août, le CTS gèle sa participation aux consultations. Le 10 décembre 2020, les forces gouvernementales et les séparatistes se retirent d'Aden et d'Abyan. Le nouveau gouvernement est formé le 18 décembre,.

## Membres
Membres du Conseil présidentiel :
- Président du Conseil présidentiel : Aïdarous al-Zoubaïdi
- Vice-président du Conseil présidentiel : Hani ben Brik

- Fadhl al-Ghadi
- Loutfi Bachrif
- Mourad al-Hilmi
- Hamid Lamlas
- Nasser al-Khobbaki
- Ahmed ben Brik
- Saleh al-Awlaqi
- Abdulhadi Chayif
- Abdallah Arefarar
- Abderrab al-Naqeep
- Adnan al-Kaaf
- Ahmed al-Socotri
- Mona Bacharahid
- Aqel al-Attas
- Loutfi Chatara
- Sahair Ali
- Ahmed Bamouallem
- Abderahman Cheïkh
- Salem al-Awlaqi
- Ameen Saleh
- Nasser Assadi
- Ali Achaibah
- Niran Souqi
- Ali al-Kathiri